# Eumólpidas
Los Eumólpidas (en griego Εὐμολπίδαι, Eumolpidae) fueron una familia de sacerdotes de Eleusis que mantuvieron y dirigieron los Misterios eleusinos durante la época helenística. Como linaje de sumos sacerdotes o hierofantes ("los que realizaban los actos sagrados"), popularizaron el culto y tenían el privilegio de permitir o rechazar a los que debían ser iniciados en los secretos de Deméter y Perséfone.
La genealogía legendaria de los Eumólpidas les hacía descendientes de uno de los primeros sacerdotes de Deméter en Eleusis, Eumolpo, por línea de su segundo hijo: el heraldo Cérix. Se nombra a Eumolpo en el Himno homérico a Deméter. Por Eumolpo, los Eumólpidas estaban supuestamente relacionados con Poseidón o con Hermes. 
La otra familia aristocrática del sacerdocio hereditario de Eleusis fue la de los Cérices, que se decían descendientes de Cérix, héroe ateniense hijo del dios Hermes y de Aglauro. Al culto eleusino, aportaban dos sacerdotes, de los que uno se encargaba de llevar la antorcha y el otro era heraldo sagrado. 
Los únicos requisitos para la iniciación en los misterios era que no tuviesen "culpas de sangre", es decir, que nunca hubiesen cometido un asesinato, y que no fuesen bárbaros (o sea, que fuesen capaces de hablar griego). Tanto hombres como mujeres e incluso esclavos podían ser iniciados.